# Lance Storm
Lance Ambrose Evers (3 de abril de 1969) más conocido por su nombre artístico Lance Storm, es un luchador profesional canadiense. Conocido por haber trabajado para la World Wrestling Entertainment, Extreme Championship Wrestling, y World Championship Wrestling. Actualmente, posee una escuela de lucha llamada Storm Wrestling Academy, en Calgary, Alberta.
Dentro de sus logros destaca un reinado como Campeón Intercontinental, una vez Campeón Mundial en Parejas, un reinado como Campeón de los Estados de WCW, una vez Campeón Peso Crucero de WCW, un reinado como Campeón Hardcore de WCW.

## Carrera

### Inicios
Lance Storm fue entrenado por Ed Langley y Brad Young de la Hart Brothers Wrestling Camp en Calgary, donde conoció a Chris Jericho contra quien debutó profesionalmente el 2 de octubre de 1990. Continuó luchando en Calgary durante un tiempo pero también peleó en Japón en la Wrestling Association "R". Junto a Jericho, Storm debutó en la Smoky Mountain Wrestling en 1994, formando un tag team conocido como the Thrillseekers. Después de que Jericho se lesionara, Storm continuó compitió en luchas individuales durante un tiempo, llegando a ganar el "Beat the Champ" TV title. Después abandonó SMW para competir en la West Four Wrestling Alliance, donde volvió a hacer equipo con Jericho.

### Extreme Championship Wrestling (1997–2000)
En 1997, Storm se unió a la Extreme Championship Wrestling (ECW). Debutando como un heel, En la ECW hizo equipo con Justin Credible y se hicieron llamar Impact Players, ganando dos veces el campeonato en parejas de la ECW. Tuvo una rivalidad con Rob Van Dam al cual se enfrentó en Barely Legal donde fue derrotado. También tuvo una rivalidad con Jerry Lynn, al cual derrotó en Anarchy Rulz. Después de que la compañía empezara a tener problemas financieros, Storm abandonó la ECW para unirse a la World Championship Wrestling (WCW) con el fin de mantener a su familia. Su última lucha fue contra Justin Credible, su antiguo compañero de equipo.

### World Championship Wrestling (2000–2001)

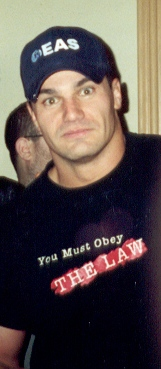
Lance Storm en 2001.

Storm abandonó ECW en el 2000 para unirse a la WCW, donde se convirtió en un luchador individual. Hizo su primera aparición en el episodio del 19 de junio del 2000 de Nitro y rápidamente se convirtió en una de las estrellas más destacadas de la WCW, ganando el Campeonato de los Estados Unidos, el Campeonato Peso Crucero y el Campeonato Hardcore en rápida sucesión, convirtiéndose en el primer y único luchador en la historia de la WCW en poseer tres títulos al mismo tiempo. Como una afrenta a los fanes, él renombró los títulos como el Campeonato de Canadá, el Campeonato de 100 kg. o Menos, y el "Saskatchewan Hardcore International Title" (S.H.I.T.) respectivamente, completos con grandes pegatinas que cubrían las cubiertas de los cinturones. Storm también intentó ganar el Campeonato Mundial Peso Pesado, pero fue derrotado por el campeón Booker T en cada ocasión. Storm otorgó finalmente los Campeonatos Peso Cucero/100 kg. o Menos y Hardcore/S.H.I.T. a sus compañeros de Team Canada Elix Skipper y Carl Ouellet, respectivamente.
El stable de Storm Team Canada tuvo una rivalidad con el stable del General Rection, The Misfits In Action, durante varios meses. En particular, Storm y Rection se enfrentaron el uno al otro por el "Campeonato de Canadá" de Storm, que Rection finalmente ganó y rápidamente retituló como el Campeonato de los Estados Unidos. En el último episodio de Nitro el 26 de marzo de 2001, Storm y Mike Awesome fueron derrotados por Chuck Palumbo y Sean O'Haire en una lucha por el Campeonato Mundial en Parejas de la WCW.

### World Wrestling Federation / Entertainment (2001–2005)
Cuando WCW fue adquirida por la World Wrestling Federation (WWF) en 2001, la WWF mantuvo el contrato de Storm y se convirtió en un empleado de la WWF. Storm, retratado como un heel serio y sin sentido del humor, estaba en The Alliance y fue la primera superestrella de la WCW en invadir un programa de la WWF, cuando debutó en el episodio del 28 de mayo de 2001 de Raw. Storm recibió un modesto push durante el angle de la Invasión, ganando el Campeonato Intercontinental de Albert en el episodio del 23 de julio de Raw. Perdió el título un mes más tarde ante Edge en SummerSlam el 19 de agosto.

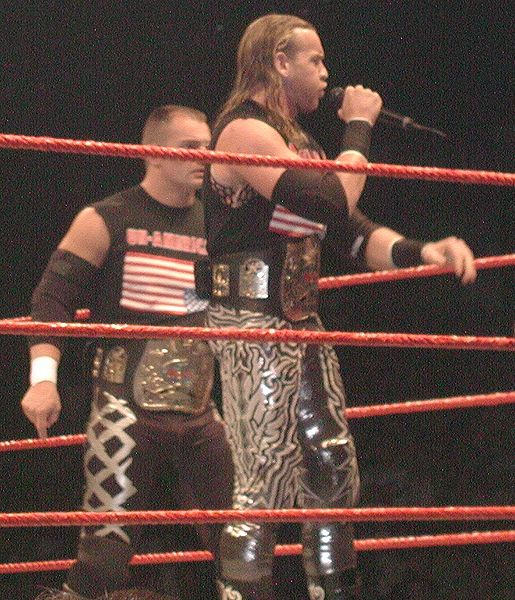
Storm y Christian durante su reinado como Campeones Mundiales en Parejas como The Un-Americans.

Storm formó un equipo en parejas con The Hurricane y tuvieron una rivalidad con los Hardy Boyz sobre los Campeonatos Mundiales en Parejas de la WWF y la WCW durante los siguientes meses; esto incluyó una lucha en No Mercy, en la que el equipo de Storm perdió. Finalmente, The Alliance perdió en Survivor Series y Storm fue despedido (kayfabe) junto con el resto del plantel de luchadores de The Alliance por Vince McMahon. Storm finalmente consiguió su trabajo de vuelta oficialmente en la edición del 17 de diciembre de 2001 de Raw cuando derrotó a The Rock con la ayuda de Test en una lucha que le valió un contrato con la WWF. Storm seguía siendo un heel y formó en 2002 The Un-Americans junto a Christian, Test y más tarde William Regal. Durante este angle, Storm y Christian ganaron el Campeonato Mundial en Parejas el 21 de julio en Vengeance al derrotar a Hulk Hogan y Edge. Perdieron los títulos ante Kane y The Hurricane en el episodio del 23 de septiembre de 2002 de Raw. Finalmente, el stable se separó el 30 de septiembre, cuando pelearon entre ellos porque estaban frustrados de que todos habían perdido la misma noche.
Storm continuó haciendo equipo con Regal como un equipo regular con el mismo gimmick anti-Estados Unidos; Storm agitaba la bandera canadiense y Regal agitaba la bandera británica. El dúo ganó el Campeonato Mundial en Parejas en dos ocasiones. La primera fue derrotando a Booker T y Goldust en el episodio del 6 de enero de 2003 de Raw con la ayuda de Chief Morley, pero perdieron el título en el Royal Rumble ante los Dudley Boyz. Storm y Regal comenzaron su segundo reinado como Campeones Mundiales en Parejas la noche siguiente en Raw derrotando a los Dudley Boyz con la ayuda de Chief Morley otra vez. En el episodio del 24 de marzo de 2003 de Raw, Chief Morley anunció que, puesto que los cinturones no habían sido defendidos en 30 días debido a los problemas de salud de William Regal, el dúo sería despojado del título. Él inmediatamente se llamó a sí mismo y a Lance Storm los nuevos Campeones Mundiales en Parejas, iniciando el cuarto reinado en parejas de Lance Storm. Storm y Morley defendieron con éxito el Campeonato Mundial en Parejas en WrestleMania XIX contra Rob Van Dam y Kane con la ayuda de los Dudley Boyz. La noche siguiente en el episodio del 31 de marzo de 2003 de Raw, Storm y Morley se enfrentaron a Rob Van Dam y Kane y The Dudley Boyz en un Triple Threat Elimination match, perdiendo los títulos ante Rob Van Dam y Kane.
Desde entonces, Storm estuvo brevemente envuelto en una storyline en la que Stone Cold Steve Austin, una figura de autoridad, alentó a los fanes a corear "aburrido" durante las luchas de Storm, incluyendo una en la que Storm perdió ante el recién llegado Garrison Cade el 16 de junio de 2003, gracias a que Austin salió con una almohada y una manta y comenzó a roncar ruidosamente en el micrófono. Storm eventualmente encontró la ayuda de Goldust, quien ayudó a mejorar el carisma de Storm, lo que eventualmente volvió a Storm en face y Storm empezó a bailar. Pronto se unió a Morley, quien también se había convertido en un favorito de los fanáticos y había vuelto a su personaje de Val Venis. Su equipo reformado comenzó a entrar en el ring con mujeres muy atractivas pero esta vez su equipo en parejas nunca tuvo un push.
Storm eventualmente se convirtió en un villano una vez más por traicionar a los fanes. Esto sucedió cuando dijo que estaba harto de complacerlos con sus bailes y cómo era una pérdida de su tiempo en un episodio de Raw tras el Draft de 2004, sólo para perder en un squash ante Rhyno inmediatamente después, convirtiendo a Rhyno en un favorito de los fanes una vez más. Esta resultaría ser la última aparición de Storm en Raw.
En abril de 2004, Storm optó por retirarse de la acción en el ring. Su última lucha fue el 19 de abril de 2004 y se enfrentó a Stevie Richards en el Calgary Saddledome. Luego aceptó un puesto tras bastidores con la WWE, trabajando como un entrenador de lucha libre en Ohio Valley Wrestling, territorio del desarrollo principal de la WWE.
El 23 de marzo de 2005, Storm salió de su retiro para participar en una lucha en parejas de seis hombres con Johnny Nitro y Joey Mercury contra sus excompañeros de la ECW Tommy Dreamer y los Dudley Boyz. El 9 de abril de 2005 en Cloverport, Kentucky, Storm hizo equipo con Matt Cappotelli para enfrentarse a Mercury y Nitro.
Storm renunció a la WWE en mayo de 2005 y anunció que tenía la intención de abrir su propia escuela de entrenamiento en su ciudad natal de Calgary, la Storm Wrestling Academy, con el primer semestre empezando en septiembre de 2005. Regresó a la WWE por una noche el 30 de mayo de 2005 y se enfrentó a Maven en Sunday Night Heat. Storm luchó una última vez en un show promovido por la WWE en ECW One Night Stand el 12 de junio de 2005, donde derrotó a su amigo y excompañero de equipo en pareja Chris Jericho con la ayuda de Justin Credible.

### Circuito independiente (2005–2016)

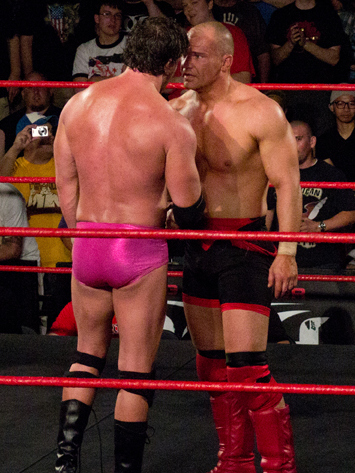
Storm (derecha) frente a frente contra Mike Bennett en Showdown in the Sun en marzo de 2012.

Desde que dejó la WWE, Storm ha hecho varias apariciones en el circuito independiente. En Hardcore Homecoming el 4 de noviembre de 2005 en Filadelfia, Pensilvania, Storm interfirió en una lucha de jaula de acero entre Justin Credible y Jerry Lynn, ayudando a Credible a derrotar a Lynn. El 3 de diciembre de 2005 en el show de Ring of Honor Steel Cage Warfare en Nueva York, Storm felicitó al Campeón Mundial de ROH Bryan Danielson tras una exitosa defensa del título contra Rocky Romero. El 1 de abril de 2006, en Better Than Our Best, Storm regresó a Ring of Honor a enfrentarse a Danielson por el Campeonato Mundial en Chicago, Illinois. Antes del evento, Storm elogió a Bryan Danielson y dijo que era la única persona que pudo hacerle salir de su retiro. Danielson derrotó a Storm por sumisión para retener el campeonato. Los aficionados de ROH estuvieron agradecidos con los esfuerzos de Storm y corearon "You've still got it" como un homenaje.
El 26 y 27 de mayo Storm trabajó para la promoción de lucha libre con sede en Reino Unido One Pro Wrestling (1PW). El 26 de mayo, se unió con Andy Boy Simmonz, quien sustituyó a Justin Credible debido a que Credible perdió un vuelo, en la lucha de primera ronda del torneo por los Campeonatos Mundiales en Parejas. Storm y Simmonz perdieron ante los eventuales finalistas A.J. Styles & Christopher Daniels. La noche siguiente, Storm perdió ante Doug Williams.
Storm ha hecho raras apariciones para la promoción BSE Pro, basada en el norte de Ontario. El 3 de diciembre de 2006 en Mississauga, Ontario, perdió ante Christian Cage y sufrió una lesión de cuello debido a una stiff clothesline. El 21 de julio de 2007, derrotó a Christopher Daniels antes de derrotar a Robert Roode en 11 de agosto de 2007.
El 3 de julio de 2009 fue anunciado que Storm vendría de su retiro para llevar a cabo en dos espectáculos de Ring of Honor el 24 de julio y 25, Death Before Dishonor VII: Nights 1 y 2 respectivamente. El 24 de julio, Storm y el también canadiense Kevin Steen derrotaron a Chris Hero y Davey Richards y el 25 de julio Storm fue derrotado por Hero en una lucha individual. Tras la lucha, Storm dio un emocional discurso y más tarde anunció que creía que ésta sería su última pelea, diciendo "compartí esta lucha con personas que comparten mi amor y respeto por este negocio, y ahora estoy en casa siendo Lance Evers con la familia con la cual voy a compartir el resto de mi vida. Todavía tengo mi escuela y siempre seré parte de este negocio, pero creo que ahora he terminado como luchador. Dicen que nunca digas nunca en este negocio y por eso no lo diré, pero creo que he dejado todo en el ring esta noche y creo que escribí la última página en el libro de 19 años de largo que fue la carrera de Lance Storm."
En noviembre de 2009, Lance Storm anunció que había aceptado la posición como el principal booker de la Prairie Wrestling Alliance, una promoción que opera a las afueras de Edmonton. PWA y la Storm Wrestling Academy también habían comenzado a trabajar juntos muy estrechamente.
El 3 de abril de 2010, Storm salió de su retiro para luchar contra su amigo Bryan Alvarez en un evento de Tulalip Championship Wrestling. Storm fue derrotado en la lucha, la cual luchó bajo una máscara como The Ideal Canadian. El 19 de marzo de 2011, Storm hizo un regreso al ring en el show del 10° aniversario de PWA, haciendo equipo con Brother Devon en una lucha en parejas, donde derrotaron a Bully Ray y Dylan Knight. El 27 de agosto de 2011, Storm salió de su retiro para trabajar una lucha corta con Tommy Dreamer. Storm volvió a ROH nuevamente el 30 de marzo de 2012 para el evento Showdown in the Sun, perdiendo ante Mike Bennett cuando Maria Kanellis interfirió. Luchó contra Bennett nuevamente el siguiente PPV de ROH, Border Wars, esta vez saliendo victorioso. En las grabaciones el 29 de junio de Ring of Honor Wrestling, Bennett derrotó a Storm tras interferencia de Bob Evans y Maria en la última lucha de su trilogía.
El 18 de enero de 2013, Storm trabajó para la promoción Hart Legacy en Calgary, tomando parte en una lucha en parejas de seis hombres, donde él, Davey Boy Smith, Jr. y Lance Archer derrotaron a Bobby Lashley, Chris Masters y Johnny Devine. El 22 de junio, Storm trabajó para la promoción House of Hardcore, perdiendo ante su fundador Tommy Dreamer en el evento principal. El 9 de noviembre de 2013, Storm y Sean Waltman fueron derrotados por Dreamer y Terry Funk en House of Hardcore 3.
El 15 de diciembre de 2013, Storm fue derrotado por Chris Hero en un evento de Smash Wrestling.

### Impact Wrestling (2019)
En marzo de 2019, Storm reveló que estaba trabajando con Impact Wrestling como productor. También formó parte de la PPV de la Rebelión, donde fue elegido para ser el árbitro invitado especial para el partido por el título mundial que involucra a Johnny Impact y Brian Cage, luego de que se reveló que el árbitro Johnny Bravo tenía lealtades al campeón. Cage ganaría el partido y se convertiría en el nuevo campeón.

### Regreso a WWE (2019-2020)
El 2 de noviembre de 2019, Storm anunció que regresaría a la WWE para trabajar como productor. El 7 de febrero de 2020, el episodio de Friday Night SmackDown! apareció en un video pregrabado que se muestra durante "The Dirt Sheet".
Storm fue lanzado por la compañía el 15 de abril de 2020, debido a los recortes de COVID-19.

## Campeonatos y logros
- Canadian Rocky Mountain Wrestling

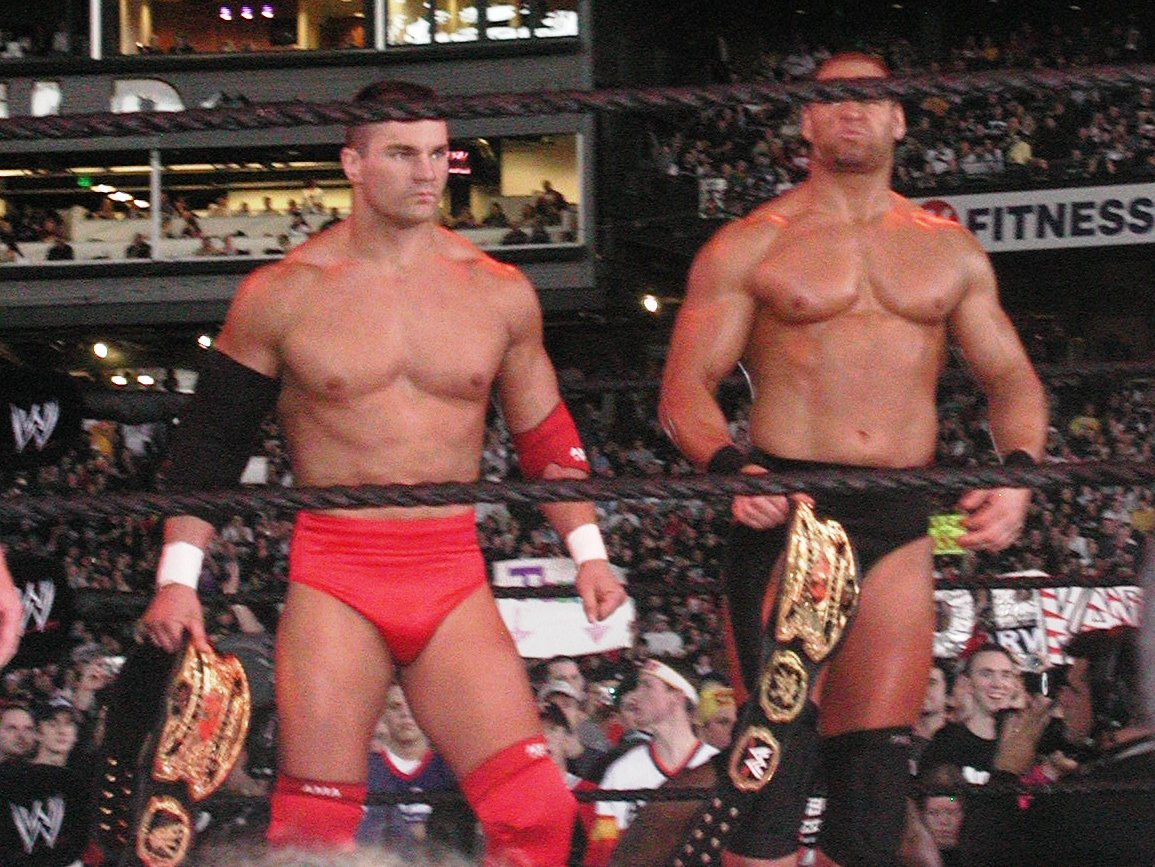
Storm (izq.) y Chief Morley (derecha) como Campeones Mundiales en Parejas de la WWE en WrestleMania XIX.

- CRMW Commonwealth Mid-Heavyweight Championship (4 veces)
- CRMW International/North American Championship (1 vez)
- CRMW North American Tag Team Championship (2 veces) - with Chris Jericho

- Catch Wrestling Association

- CWA Catch Junior Heavyweight Championship (2 veces)

- Extreme Championship Wrestling

- ECW World Tag Team Championship (3 veces) - con Chris Candido (1) y Justin Credible (2)

- Pro Wrestling Illustrated

- PWI situado en el #13 de los mejores 500 luchadores en PWI 500 en 2001

- Smoky Mountain Wrestling

- SMW Beat the Champ Television Championshi] (1 vez)

- Wrestle Association R

- WAR International Junior Heavyweight Tag Team Championship (1 vez) - con Yuji Yasuraoka
- WAR World Six-Man Tag Team Championship (1 vez) - con Koki Kitahara & Nobutaka Araya

- West Coast Wrestling Association

- WCWA Tag Team Championship

- World Championship Wrestling

- WCW Cruiserweight Championship (1 vez)
- WCW Hardcore Championship (1 vez)
- WCW United States Heavyweight Championship (3 veces)

- World Wrestling Federation/Entertainment

- WWF Intercontinental Championship (1 vez)
- World Tag Team Championship (4 veces) - con Christian (1), William Regal (2) y Chief Morley (1)

- Wrestling Observer Newsletter awards

- Most Underrated Wrestler (2001)